# Ingeborg Bachmann
Ingeborg Bachmann (Klagenfurt, Austria, 25 de junio de 1926-Roma, Italia, 17 de octubre de 1973) fue una poeta y autora austríaca, una de las más destacadas escritoras en lengua alemana del siglo XX.

## Trayectoria
Hija mayor de un profesor de educación secundaria, Ingeborg Bachmann pasó su infancia y juventud en Carintia (Austria). Durante la posguerra, entre 1945 y 1950, y tras haber comenzado estudios de Derecho, se consagró a la filosofía, psicología y literatura alemana.
Pasó por las universidades de Innsbruck, Graz y, por último, Viena, donde terminó sus estudios, doctorándose en Filosofía con una tesis titulada La recepción crítica de la filosofía existencial de Martin Heidegger. 
Pronto publicó su primera historia corta. Su carrera literaria se benefició del contacto con Hans Weigel (literato y promotor de la literatura joven de posguerra) y del renombrado círculo literario Gruppe 47, entre cuyos miembros también se contaban Ilse Aichinger, Paul Celan, Heinrich Böll, Marcel Reich-Ranicki y Günter Grass. De este grupo recibió en 1953 un premio por su primera colección de poemas Die Gestundete Zeit (El tiempo postergado).
Un empleo en la emisora de radio Rot-Weiß-Rot (Rojo-Blanco-Rojo, la emisora de radio de las fuerzas de ocupación americanas) facilitó a Bachmann hacerse con una visión amplia de la literatura contemporánea, a la vez que le proporcionó un sueldo decente que le permitió un trabajo literario serio. Además, sus primeras obras radiofónicas fueron publicadas por la emisora, como Ein Geschäft mit Träumen (1952) (Un negocio con los sueños) o Die Radiofamilie (La familia de la radio).
Sus poemas y dichas obras obtuvieron simultáneamente éxito ante la crítica y el público, lo que le significó gran éxito en el mundo germanófono. Mediante sus poemas, buscaba, de acuerdo con el objetivo del Grupo 47, renovar la lengua: no se construye «un mundo nuevo sin un lenguaje nuevo». Otro tema puramente bachmanniano se muestra lentamente: el amor y su violencia inherente a las relaciones; la incomunicación en la pareja; y lo trágico de la existencia femenina.
La sesión del Grupo 47 de 1958, denominada Großholzleute, presenció la emergencia de una facción femenina llevada por Bachmann, Ilse Aichinger y otras autoras. El Grupo 47 debía liberar a los hombres de las palabras manchadas por los nazis y ayudarles a escribir un nuevo mundo. También debía servir, se decían ellas, para limpiar la lengua de aquellas palabras de las que se sirven los hombres para hablar de las mujeres en su nombre, usurpando su sitio y matando sus pasiones. Fue el principio de un intento literario original y revolucionario de escribir el amor, con la representación de él que las mujeres hacen con sus palabras, y no con las fabricadas durante siglos por autores masculinos. (Sobre este tema, véase el relato de Bachmann Ondine, en la recopilación Das dreißigste Jahr/El trigésimo año).
Este cambio de objetivo "político", de temática literaria, así como el paso de la poesía a la novela, rompió el vínculo inicial entre Bachmann y el público.
Más tarde, el trabajo de Bachmann se centró principalmente en temas como los límites personales, el establecimiento de la verdad y la filosofía del lenguaje, esta última siguiendo las ideas de Ludwig Wittgenstein. 
En 1953 se mudó a Roma, donde dedicó la mayoría de los años siguientes a escribir poemas, ensayos, libretos de ópera e historias cortas que pronto le significaron fama internacional y numerosos premios. Entre 1958 y 1963 tuvo como compañero al escritor suizo Max Frisch (1911-1991), con quien vivió en Roma y Fráncfort. Esta relación la condujo a Suiza y ofreció el papel del segundo protagonista en la obra de Frisch: Mein Name sei Gantenbein.
En 1959 inauguró, como primera profesora invitada, un puesto relacionado con la poesía creado por la universidad de Fráncfort del Meno para permitir a un escritor de lengua alemana exponer allí su "arte poético". De las seis conferencias inicialmente previstas (desde noviembre de 1959 a diciembre de 1960), Bachmann solo daría cinco, tituladas Cuestiones de poesía contemporánea.
En 1964 recibió el prestigioso premio Büchner por sus poemas y compuso para la recepción de este su texto Berlín, un lugar de azares.
Malina, primer tomo de la tetralogía inacabada Todesarten, fue su último trabajo publicado en vida, en 1971. El libro le valió en 1972 el Premio Anton Wildgans, uno de los más prestigiosos de su país.
Su muerte en un hospital de Roma, tres semanas después de un incendio en su habitación, el 17 de octubre de 1973, dejó su obra incompleta. La verdadera causa de su muerte sigue sin dilucidarse.

## El premio Ingeborg Bachmann
El prestigioso Premio Ingeborg Bachmann, concedido anualmente en Klagenfurt, lleva su nombre.

## Obra selecta
- Die gestundete Zeit (poesía lírica, 1953)
- Die Zikaden (obra radiofónica, 1955)
- Anrufung des Großen Bären (poesía lírica, 1956)
- Der gute Gott von Manhattan (obra radiofónica, 1958)
- "Die Wahrheit ist dem Menschen zumutbar" (ensayo poético, en una presentación de premios alemana, 1959)
- "Frankfurter Vorlesungen" (charla sobre los problemas de la literatura contemporánea, 1959)
- Das dreißigste Jahr (recopilación de historias, 1961). Traducción: A los treinta años, Seix-Barral, (1963)
- Malina (novela, 1971). Traducción: Alfaguara (1986), Akal (2003) y Círculo de Lectores (2005)
- Ansia y otros cuentos (1978). Traducción: Siruela (2015).
- Simultan (recopilación de historias, 1972). Traducción de Juan J. del Solar: Tres senderos hacia el lago, Alfaguara, 1987.
- Todesarten (proyecto de ciclo de novelas, inacabado)
- Últimos poemas, Hiperión (1999)

## Obra complementaria
- Last Living Words: The Ingeborg Bachmann Reader, traducido al inglés por Lilian M. Friedberg: Ed. Green Integer (2005)
- Letters to Felician (cartas a un corresponsal imaginario, escrito en 1945, publicado póstumamente). Editado y traducido al inglés por Damion Searls: Green Integer Books (2004)
- Debemos encontrar frases verdaderas, México, UNAM (2000) (or. 1983), entrevistas